# Technique de construction de la Grande Muraille de Chine

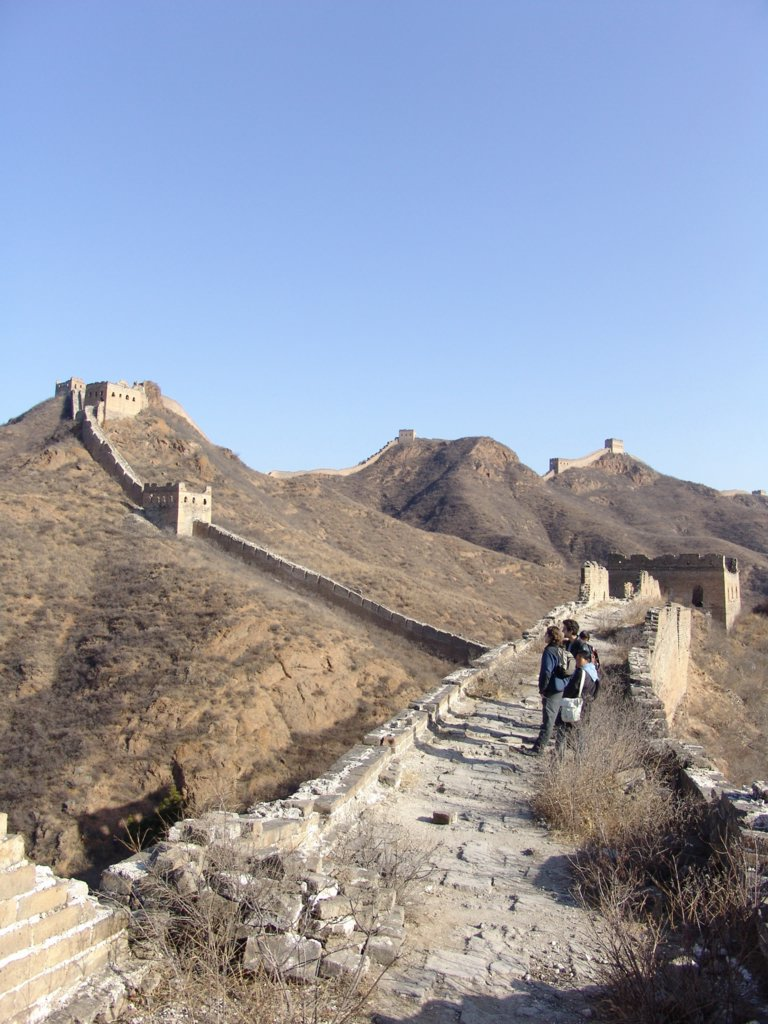
Partie non restaurée de la Grande Muraille de Chine

Dès les premières constructions de la Grande Muraille, les murailles du nord de la Chine étaient faites de briques et de pierres. Il s’agit généralement, au début, d’amoncellements de terre battue et de roches. Puis, lors de sa reconstruction et de son expansion sous la dynastie des Ming, la Grande Muraille de Chine prend une allure plus solide par l'emploi systématique des briques et pierres. En vue en coupe, elle est plus large au pied qu'au sommet et ses parois sont légèrement inclinées. La muraille a une largeur moyenne de 7 m avec maximum 10 m par endroits et a hauteur moyenne est de 9 m avec un maximum de 15 m. 
La splendeur de la muraille construite dans un but militaire sous différentes dynasties, comme les Hans et les Mings, fut accomplie grâce aux travaux de milliers d’hommes, sur plusieurs générations et par des dépenses importantes pour l’État chinois de l’époque. « Une politique de la main-d’œuvre était impérative dans une entreprise aussi gigantesque ». 
La courte dynastie de l’empereur Qin Shi Huangdi a permis de réaliser la première Grande Muraille en une douzaine d’années, en utilisant la main-d’œuvre de plus de 300 000 soldats, auxquels se sont joints plus de 500 000 paysans. Un nombre variant entre 30 000 et 1 200 000 hommes participèrent à sa construction année après année. En plus des soldats et des paysans qui travaillent à la muraille, il y a aussi les prisonniers. « Un article du Code pénal, sous les Qin et les Han, prévoit que les condamnés doivent expier leurs fautes en travaillant à la Muraille. ».
Pour réussir une construction d’une infrastructure de ce type, il est nécessaire d'évoquer la structure de l’encadrement. En effet, un système rationnel d’organisation et de surveillance était nécessaire. « Certaines tâches étaient fractionnées et réparties entre les zones de garnison ; ailleurs, des contingents considérables étaient rassemblés pour s’attaquer à des tranches entières de travaux. ».
Les matériaux proviennent de différents endroits et sont de différentes formes. En fait, la terre, la pierre, le bois et les tuiles sont les principaux matériaux utilisés dans la construction de la Grande muraille. « Elle est construite selon diverses méthodes, selon l'époque et le lieu : gros blocs de pierre sèche, couches de terre battue, briques aussi solides, grâce à la présence de farine de riz, que nos bétons actuels. »  La brique ne vient que plus tard sous la dynastie des Ming. La plupart du temps, les matériaux utilisés pour la Grande Muraille proviennent du lieu même de la construction. « En montagne, la pierre ; en pays plat ou sur le lœss, la terre damée ; dans le désert de Gobi, des couches de sable alternées avec des cailloux, des branches de tamaris et des joncs... ».
Les briques pouvaient être fabriquées de façon artisanale à l’aide de fours. « Une découverte archéologique récente à Qinhuangdao a mis au jour 51 fours à briques qui ont servi à la confection des briques grises de la grande muraille. Les fours de 3,5 mètres de diamètre sont de trois types différents. »  Des fours furent ainsi construits de façon locale tout au long d'endroits particulièrement difficiles d’accès. « L’eau versée dans un creux au sommet du four provoque le glaçage des céramiques. ».
Les matériaux étaient acheminés à l’aide de plusieurs moyens de transport.  Le plus important est l’utilisation de la ressource humaine. En file indienne, les travailleurs se passent le nécessaire jusqu’au lieu désiré. L’utilisation de la charrette et de techniques comme le levier et les balanciers était importante en terrain plat. Les animaux sont mentionnés, mais ils n'étaient pas employés en très grand nombre. « Hottes sur le dos pour les ânes, briques attachées aux cornes pour les chèvres, les bêtes étaient poussées sur la montée ».  
Des techniques de construction créatives sont nécessaires dans une œuvre de la sorte. Il semble que le manque de machinerie et de moyens de transport adéquats ait développé des techniques propres à cette construction. Le terrain devait être nivelé pour la pose des briques et des pierres, puis le mur était construit couche par couche de façon méthodique. « La construction de la Muraille fut faite sur le modèle des murs en pisé » : il s’agit de deux parements de pierre entre lesquels on remplit l’espace vide par du sable et des cailloux.  À la hauteur souhaitée, il suffisait de rajouter des briques en surface. Les murs de terre étaient damés selon la technique chinoise traditionnelle.
Selon certaines  recherches de l'universitaire algérienne Mostefai Ouahiba, le pisé a connu un essor fulgurant en Afrique du nord et en témoigne la muraille de Sour, non loin de Mostaganem dans l'ouest algérien. Il est dit que « sur la liste du patrimoine mondial de l'Unesco figurent des sites archéologiques et architecturaux historiques en terre crue représentant 10 % de cet héritage de l'humanité incarnés par 70 ensembles classés alors, que des centaines d'autres devraient l'être. Ce qui nous préoccupe, c'est la méconnaissance du matériau terre ».